# هاري بوجين
هاري بوجين (بالإنجليزية: Harry Bugin)‏ مواليد 10 مارس 1929 في ذا برونكس، الولايات المتحدة - الوفاة 6 أكتوبر 2005 في كوينز، نيويورك، الولايات المتحدة، هو ممثل أمريكي بدأ مسيرته الفنية سنة 1947. من أعماله ليباوسكي الكبير. امتدت مسيرته الفنية لأكثر من 58 عاما.

## روابط خارجية
- هاري بوجين على موقع IMDb (الإنجليزية)
- هاري بوجين على موقع قاعدة بيانات الفيلم (الإنجليزية)